# Systoechus srilankae
Systoechus srilankae är en tvåvingeart som beskrevs av Zaitzev 1988. Systoechus srilankae ingår i släktet Systoechus och familjen svävflugor.
Artens utbredningsområde är Sri Lanka. Inga underarter finns listade i Catalogue of Life.